# 五百籏頭眞治郎
五百籏頭 眞治郎（いおきべ しんじろう、1894年〈明治27年〉12月14日 - 1958年〈昭和33年〉10月1日）は、日本の経済学者。専門は経済政策、経済思想史、イタリア経済学。神戸大学名誉教授、経済学博士。
敬虔なクリスチャンであり、キリスト教所有権思想の研究などを行った。イタリア政府より聖マウリッツィオ・ラザロ勲章コンメンダトーレ章を、ローマ教皇庁より大聖グレゴリウス勲章コンメンダトーレ章をそれぞれ受章。

## 人物
大阪出身。5人兄弟の末っ子。五百籏頭家は代々姫路藩士で、度量衡の検査監督の責任者だった。父・五百籏頭治作は明治維新後大阪に出て、石鹸製造業を創業したが、保証人となり貧困となった。
明星商業学校（現：明星中学校）を経て、1917年神戸高等商業学校（現：神戸大学）卒業、1919年（大正8年）東京高等商業学校（現一橋大学）専攻部卒業。高商在学中に飯島幡司や福田徳三との知遇を得て、金融論の研究から出発し、留学中よりトマス・アクィナスの影響を受けた所有権思想の研究などを行う。
東京高等商業学校卒業と同時に、母校1919年（大正8年）神戸高等商業学校講師に就任し、月給60円を得る。第一次世界大戦終戦直後の経済通論研究の命を受け、文部省留学生として1920年（大正9年）に2年間の滞在予定で渡仏する。滞在中に同校教授に昇格し、その後、滞在を私延し1929年（昭和4年）まで10年間フランス、ドイツ、イタリア、スイス、イギリスなど西欧諸国に留学。同時期に留学していた同僚の八木助市、坂本彌三郎、田中金司、石田文次郎、北村五良、平井泰太郎や、東京高等商業学校の本間喜一、渡邉大輔、大塚金之助、金子鷹之助、井藤半彌、吉田良三、名古屋高等商業学校の宮田喜代蔵、赤松要らと、日本料理店や日本人クラブで研究会を開いたり将棋をしたりするなどして交流した。留学中の大半はイタリアで過ごした。ドイツでは、現地の女性から結婚を申し込まれるが岩下壮一に学業に専念すべきとたしなめられ、断る。
1929年（昭和4年）にルルドを訪れたのを最後に日本に帰国。神戸商業大学助教授、教授を務めたが、神戸高等商業学校の大学への昇格運動で忙殺されたことなどで、以後健康状態が悪化した状態が続く。
1940年（昭和15年）には外交官の佐藤尚武や実業家の小林一三とともに、イタリア研究者として学界を代表して政府によりイタリアに経済使節団員として派遣される。その後もイタリアに留まり、教皇庁との公使交換交渉にあたった。同年イタリア政府から一般人としての最高勲章である聖マウリッツィオ・ラザロ勲章及びローマ教皇庁から同じく一般人としての最高勲章である大聖グレゴリウス勲章コンメンダトーレ章を受章。
戦後神戸大学経済学部教授を務めた。1958年（昭和33年）2月に「キリスト教所有権思想の研究」により経済学博士の学位を取得、同年3月に神戸大学を退職し、神戸大学名誉教授の称号受け、南山大学社会科学部長に就任した。5月にブリュッセル万国博覧会の世界ヒューマニズム大会で「日本民族の魂」と題する講演を行い、ルーヴァン大学哲学院からメルシェ記念メダルを授与されたが、途上インドで病に倒れ、ブリュッセルで入院、同年10月に脳血液循環障害のため慶應義塾大学病院で死去。8人の子供のうち6人がまだ就学中であり、家計支援のため真治郎の蔵書を神戸大学が購入し「五百籏頭文庫」を設けた。
門下に野尻武敏（神戸大学名誉教授、オーストリア学芸功労第一級十字章）など。

## 親族
- 父・五百籏頭治作 ‐ 姫路藩士。明治維新後大阪に出て石鹸製造業に転身。五百旗頭家は戦国時代に五百旗頭宗左衛門が大工棟梁を務めて以来、宮大工となり、真治郎の先祖が江戸時代初期に分家し、藩の度量衡の検査監督を一家にて司っていた[6]。本家分家とも古二階町（姫路城南東の外曲輪に位置する町人町）に集まって住んでいた[6][7]。
- 兄・五百籏頭常次郎（1881-） ‐ 石鹸型製造業[8]。
- 長男・五百籏頭禮一 ‐ 東京大学卒業後、困窮する一家を支えるため東レに勤務。5男3女の８人兄弟。
- 二男・五百籏頭博治（1935-） ‐ 神学者、南山大学名誉教授。六甲学院、上智大学文学部、神学部を経て神戸大学経済学部助手を務めたのち、京都大学文学研究科に学ぶ[9]。
- 三男・五百籏頭邦夫（1937-）‐神戸大学経済学部卒、フランス・リヨン大学留学、のち就職[6][10]
- 五男・五百籏頭眞 ‐ 政治学者、神戸大学名誉教授、元日本政治学会理事長、文化功労者、防衛大学学長。
- 長女・三宅正子 ‐ 東レ基礎研究所所長・三宅昭久の妻
- 孫・五百籏頭薫 ‐ 政治学者、東京大学教授
- 孫・五百籏頭真吾 ‐ 経済学者、同志社大学教授
- 孫・三宅純 ‐ 音楽家
- 孫・五百旗頭幸男 ‐ 元テレビ局員、映画監督
- 孫・五百籏頭健吾 ‐ 情報通信学者、岡山大学准教授

## 研究歴
- 1919年（大正8年）　神戸高等商業学校講師（その後教授）
- 1920年（大正9年）-1929年（昭和4年） フランス、ドイツ、イタリア、スイス、イギリス留学滞在
- 1929年（昭和4年） 神戸商業大学教授
- 1940年（昭和15年） 日本政府イタリア経済使節団員。聖マウリッツィオ・ラザロ勲章コンメンダトーレ章、大聖グレゴリウス勲章コンメンダトーレ章を受章。
- 1949年（昭和24年） 神戸大学経済学部教授
- 1958年（昭和33年）2月 経済学博士（神戸大学、学位論文「キリスト教所有権思想の研究」）
- 1958年（昭和33年）3月 神戸大学定年退職、神戸大学名誉教授。南山大学社会科学部教授、同学部長。
- 1958年（昭和33年）10月 慶應義塾大学病院で死去。

## 著書
- 『マルクシズムに就て』（神戸ロータリー倶楽部, 1932年）
- 『キリスト教所有権思想の研究』（南窓社　2002年6月）